# Clossiana sagata
Clossiana sagata är en fjärilsart som beskrevs av Barnes och Benjamin 1923. Clossiana sagata ingår i släktet Clossiana och familjen praktfjärilar. Inga underarter finns listade i Catalogue of Life.